# Calyptrogyne
Genre
Classification phylogénétique
Calyptrogyne est un genre de plantes de la famille des Arecaceae (Palmiers) comprenant des espèces natives de l'Amérique centrale.
Calyptrogyne ghiesbreghtiana est une des espèces du genre la plus remarquable. C'est un palmier de petite taille dont le stipe ne dépasse pas 2 mètres. Les feuilles sont pennées et composés d'environ trois à neuf folioles.

## Classification
- Sous-famille des Arecoideae
  - Tribu des Geonomateae

Le genre Calyptrogyne partage sa sous-tribu avec 5 autres genres : Asterogyne, Calyptronoma, Geonoma, Pholidostachys, Welfia.

## Espèces
- Calyptrogyne allenii (L.H.Bailey) de Nevers
- Calyptrogyne anomala de Nevers & A.J.Hend.
- Calyptrogyne baudensis A.J.Hend.
- Calyptrogyne coloradensis A.J.Hend.
- Calyptrogyne condensata (L.H.Bailey) Wess.Boer
- Calyptrogyne costatifrons (L.H.Bailey) de Nevers.
- Calyptrogyne deneversii A.J.Hend.
- Calyptrogyne fortunensis A.J.Hend.
- Calyptrogyne ghiesbreghtiana (Linden & H.Wendl.) H.Wendl.
- Calyptrogyne herrerae Grayum
- Calyptrogyne kunorum de Nevers
- Calyptrogyne osensis A.J.Hend.
- Calyptrogyne panamensis A.J.Hend.
- Calyptrogyne pubescens de Nevers
- Calyptrogyne sanblasensis A.J.Hend.
- Calyptrogyne trichostachys Burret
- Calyptrogyne tutensis A.J.Hend.